# Олівія Борле
Олівія Борле  (фр. Olivia Borlée, 10 квітня 1986) — бельгійська легкоатлетка, олімпійська чемпіонка.
На Пекінській Олімпіаді естафетна команда Бельгії в бігу 4 по 100 метрів фінішувала другою, але їм були присуджені золоті медалі через дискваліфікацію російської команди.
У Олівії є брати-близнюки Джонатан і Кевін і молодший брат Ділан, які також є спринтерами світового рівня. Їх тренує батько, Жак Борле.

## Виступи на Олімпіадах
| Олімпіада  | Дисципліна              | Місце |
| ---------- | ----------------------- | ----- |
| Пекін 2008 | естафета 4 x 100 метрів | 1     |